# 喬治·M·達拉斯
喬治·米芬·達拉斯（英語：George Miffin Dallas，1792年7月10日—1864年12月31日），美国民主黨政治家，曾任第11任美国副总统（1845年－1849年）、聯邦參議員、駐俄羅斯大使、駐英国大使等職，出身宾夕法尼亚州。
| 前任： 約翰·泰勒         | 美國副總統 1845年－1849年             | 繼任： 米勒德·菲爾莫爾 |
| 前任： 伊薩克·D·巴爾納德 | 賓夕法尼亞州聯邦參議員 1831年－1833年 | 繼任： 山謬爾·麥金恩   |